# Kazliškiai (Ukmergė)
Kazliškiai ist ein Ort im Amtsbezirk Želva, in der Rajongemeinde Ukmergė, im Bezirk Vilnius, Litauen. Im Dorf leben 38 Einwohner (Stand: 2001). Kazliškiai befindet sich 4 km von Želva ist das Zentrum des gleichnamigen Unterbezirks (lit. Kazliškių seniūnaitija). Im Dorf gibt es eine Grube  von Kies, den Damm beim Fluss Siesartis und die Wassermühle.

## Personen
- Lionginas Šepetys (1927–2017), sowjetlitauischer Politiker, Kultusminister